# Питсбъргски университет
Университет Питсбърг, известен в САЩ и съкратено като Пит (английски: University of Pittsburgh, Pitt), e държавно финансиран, но частно управляван изследователски университет, който се намира в Питсбърг, Пенсилвания, САЩ. Основан като Академия Питсбърг през 1787 върху това, което тогава е американска граница, Университетът Питсбърг е един от най-рано основаните институции на висшето образование в САЩ. През 1819 г. той е наречен Пенсилвански университет и е преместен в Оукланд, съседен на Питсбърг през 1908 г. Университетът придобива сегашното си название Университет Питсбърг през същата година. През по-голямата част от историята си университетът е частен, докато не става част от Общата система на висшето образование в САЩ през 1966 г.

## Галерия
- Университетският кампус откъм „Шенли Плаза“
- „Клап Хол“
- Параклис „Хайнц“
- Научен център „Шеврон“
- Инженерно училище „Суонсън“
- Училище по бизнес
- Училище по информатика
- Училище по музика
- „Тоу Хол“
- Западен психиатричен институт – „Томас Детре Хол“
- Училище по биомедицински науки
- „Салк Хол“
- „Уесли Посвар Хол“
- Училище по обществено здраве

## Известни личности
Преподаватели
- Джеймс Ф. Кларк - Младши (1906-1982), историк
- Колин Маккейб (р. 1949), английски литературовед
- Фриц Рингър (1934-2006), историк
- Алвин Рот (р. 1951), икономист

Студенти и докторанти
- Питър Бийгъл (р. 1939), писател
- Симеон Дянков (р. 1970), български икономист и политик